# Laudivio Zacchia
Laudivio Zacchia (Vezzano Ligure, Reino da Sardenha, 1565 – Roma, Estados Papais, 30 de agosto de 1637) foi um cardeal católico italiano.

## Vida e formação inicial
Zacchia nasceu em 1565 no  Castelo de Vezzano, filho de Gaspare Zacchia e Veronica de' Nobili, do signori de Vezzano.
Não era intenção original de Zacchia servir uma vida eclesiástica. Casou-se com Laura Biassa e teve um filho e uma filha, Felice Zacchia (mãe do cardeal Paolo Emilio Rondinini). No entanto, depois que sua mulher morreu, ele deixou Vezzano e foi para Roma para ajudar seu irmão, o cardeal Paolo Emilio Zacchia. Lá, trabalhou na Cúria Romana e mais tarde tornou-se tesoureiro da Câmara Apostólica e depois seu comissário-geral.

## Carreira eclesiástica
Em 17 de agosto de 1605 foi nomeado bispo de Montefiascone, um bispado anteriormente ocupado por seu irmão. Ambos realizaram obras na Catedral de Montefiascone.
Durante o papado do Papa Paulo V Zacchia foi nomeado vice-legado em Viterbo e vice-legado da província do Patrimônio. O Papa Gregório XV nomeou Zacchia como núncio apostólico em Veneza, onde serviu de 1621 a dezembro de 1623.
Em 1626 o Papa Urbano VIII fez dele um cardeal no consistório 19 de janeiro de 1626 e foi nomeado cardeal-presbítero em San Sisto Vecchio no mês seguinte, optando depois por San Pietro in Vincoli em 1629.
Entre 1631 e sua morte em 1637, Zacchia foi nomeado cardeal da coroa da República de Gênova.
Zacchia foi um dos três cardeias que não assinaram a condenação de Galileu Galilei em 1633.
Foi sepultado na igreja de Santa Maria sopra Minerva em Roma.